# 베트남 항공
베트남 항공(월남항공; 영어: Vietnam Airlines, 베트남어: Hãng Hàng không Quốc gia Việt Nam, 쯔놈: 行航空國家越南, 한국 한자음: 월남 국가 항공항)은 베트남의 국적 항공사로 허브 공항은 노이바이 국제공항과 떤선녓 국제공항이 있다.

## 역사
1956년 베트남 정부가 세운 베트남 민간항공을 설립해 5대로 운항하기 시작했다. 1970년대와 1980년대 국제선을 확대하며 본격적으로 운항을 했다. 이 시기에 국제민간항공기구(ICAO)의 회원이 되었다. 1989년 공식적으로 국영 기업으로 전환했다. 그 후 1996년 항공사업 부문의 여러 회사가 통합돼 현재의 사명으로 변경했다. 베트남 총리가 지명하는 관리 위원회가 이 회사를 감독한다. 베트남의 저가 항공사 제트스타 퍼시픽 항공의 대주주였다. 젯스타 퍼시픽 항공은 베트남에서 2번째로 큰 항공사에 속했지만 2010년 자사의 지분을 베트남 투자청에 양도했다. SCIC는 재무부 직속의 투자기관으로 국영기업의 민영화를 담당하고 있다. 핵심사업은 여객수송으로 자회사들이 맡고 있는 기내식 조달업 및 항공기 유지보수, 정비 사업을 통해서도 수익을 올리고 있다. 베트남 남부 지역 항공사 베트남 에어 서비스 컴퍼니(VASCO) 지분 전체 가지고 있으며 캄보디아의 항공사인 캄보디아 앙코르 항공의 지분도 보유하고 있다. 2000년대 들어 베트남의 경제 발전과 함께 해마다 계속 성장했다. 영국의 항공전문 평가기관인 스카이트랙스에 의해 3성급 항공사로 선정되었고 2010년 6월 항공 동맹인 스카이팀의 회원사가 되었다.
2016년에는 기종 현대화와 서비스 고급화 전략을 통해 스카이트랙스로부터 4성급 항공사로 선정되었다.
신 기종인 A350 및 787의 도입으로 서비스 수준을 끌어올린 끝에 2019년 9월에는 미국 FAA로부터 레벨 1을 취득하여, 미국 직항 운항을 허가받았다.

## 운항 노선
- 2020년 1월 현재 베트남 항공은 다음과 같은 노선을 운항하고 있다.
- 향후 미주노선 취항 계획이 있다.[3]

### 코드셰어 협정
- 베트남 항공은 다음과 같은 항공사와 코드셰어 협정을 맺고 있다. 또한 스카이팀 회원사와 코드셰어가 가능하다.[4]

| - KLM (스카이팀) - 가루다 인도네시아 항공 (스카이팀) - 대한항공 (스카이팀) - 델타 항공 (스카이팀) - 라오 항공 - 에어 유로파 (스카이팀) - 에어 프랑스 (스카이팀) - 에티하드 항공 - 엘알 이스라엘 항공 - 일본항공 (원월드) - 전일본공수 (스타얼라이언스) | - 중국남방항공 - 중국동방항공 (스카이팀) - 중화항공 (스카이팀) - 캐세이퍼시픽 항공 (원월드) - 캄보디아 앙코르 항공 - 케냐 항공 (스카이팀) - 콴타스 항공 (원월드) - 퍼시픽 항공 - 핀에어 (원월드) - 필리핀 항공 |

## 보유 기종
- 2020년 4월 기준으로 베트남 항공은 다음과 같은 기종을 보유하고 있으며 평균 기령은 5.9년이다.[5][6]
- 향후 보잉 777-8[7]을 도입하는 방안이 검토되고 있다.

## 사건 및 사고
- 베트남 항공 815편 추락 사고

## 사진

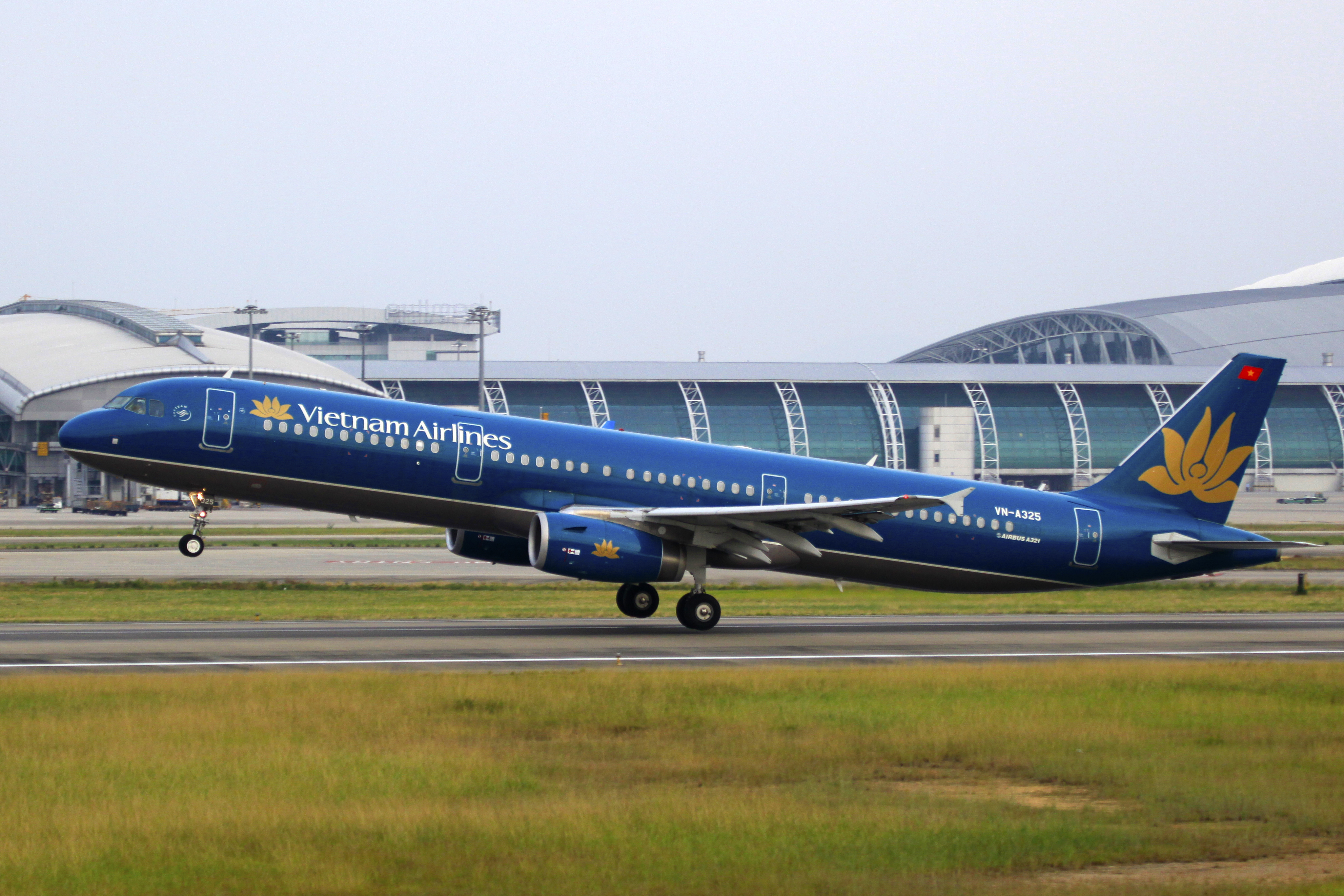
베트남 항공의 에어버스 A321-200
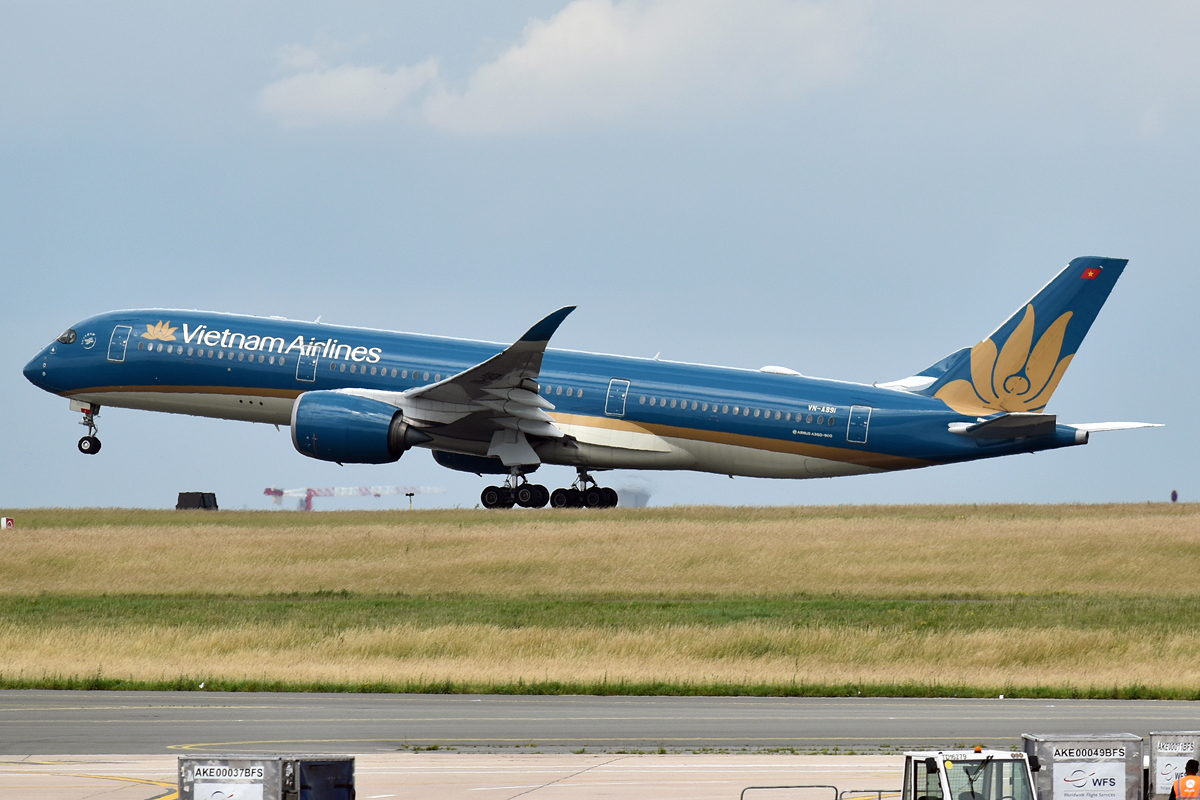
베트남 항공의 에어버스 A350-900
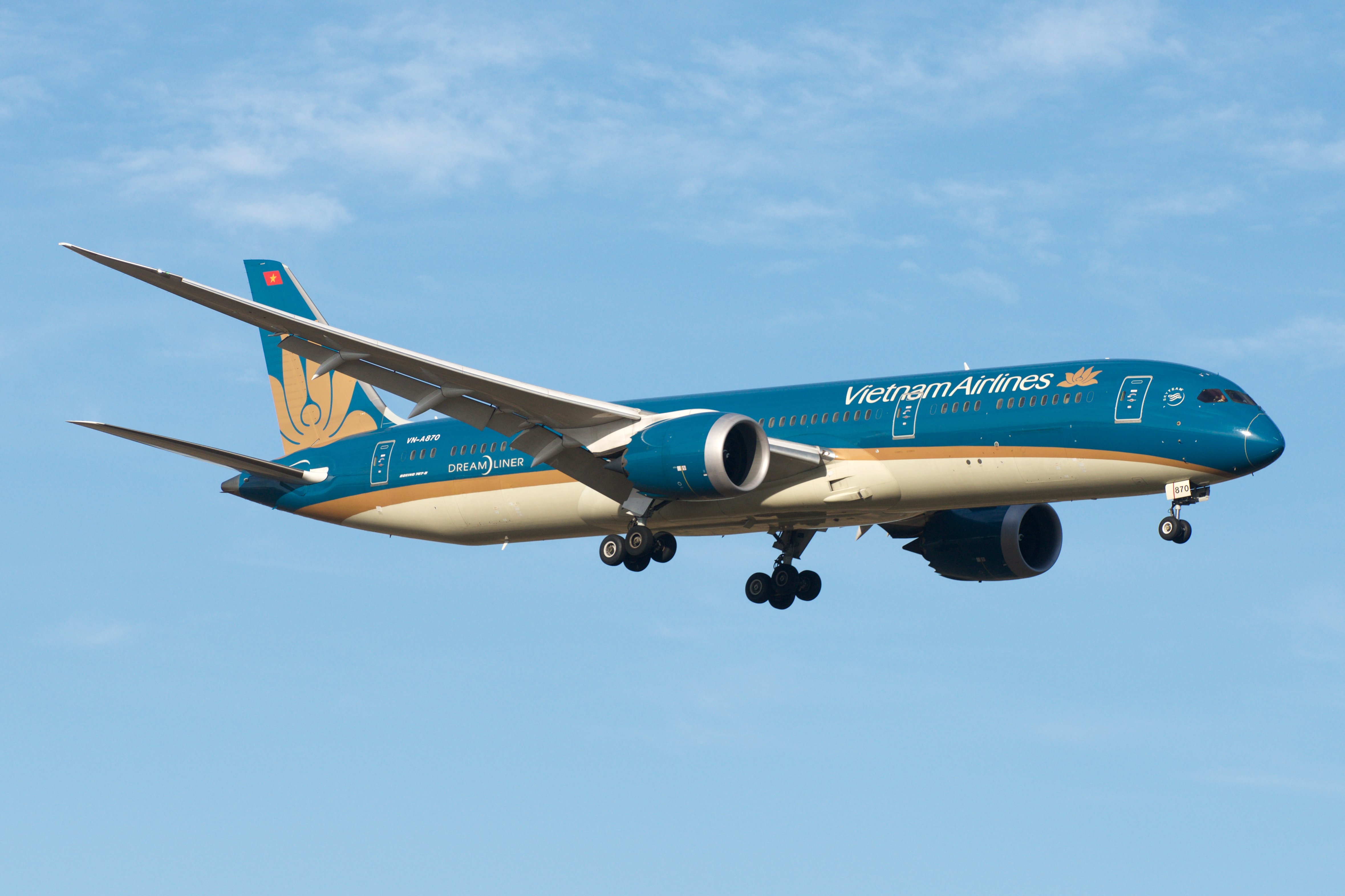
베트남 항공의 보잉 787-9
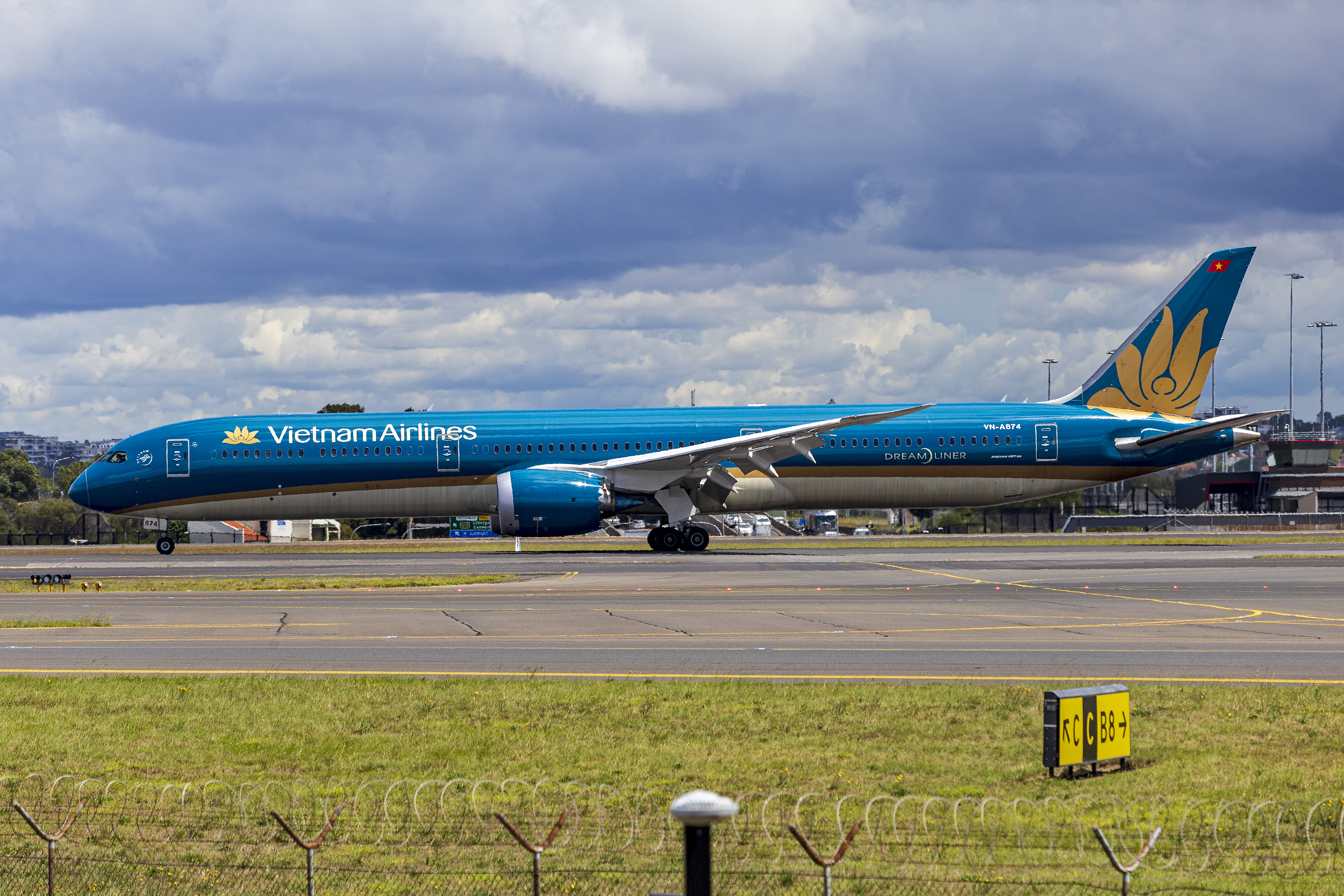
베트남 항공의 보잉 787-10

## 같이 보기
- 베트남의 항공사 목록